# Norberto Scoponi
Norberto Scoponi est un ancien footballeur argentin né le 13 janvier 1961 à Rosario en Argentine. Il évoluait au poste de gardien de but. Il est actuellement entraîneur des gardiens du  Mexique.
Il a joué au Newell's Old Boys, à Cruz Azul et enfin au CA Independiente.
Il était le gardien remplaçant de l'équipe d'Argentine lors de la Copa America 1993 et lors de la Coupe du monde 1994.

## Carrière
- 1982-1994 : Newell's Old Boys  Argentine
- 1995-1997 : Cruz Azul  Mexique
- 1998-2000 : CA Independiente  Argentine

## Palmarès
- Champion d'Argentine en 1988 et 1991 avec Newell's Old Boys
- Vainqueur du Tournoi de clôture en 1992 avec Newell's Old Boys
- Vainqueur de la Copa América en 1993 avec l'Argentine (il était gardien remplaçant)